# Fritz von Unruh
Fritz von Unruh (ur. 10 maja 1885 w Koblencji, zm. 28 listopada 1970 w Diez) – niemiecki pisarz, dramaturg i poeta.

## Życiorys
Syn generała, uczył się w szkole kadetów w Plön razem z dwoma synami niemieckiego cesarza Wilhelma II, później służył w Berlinie jako oficer Regimentu Gwardii Cesarskiej, w 1911 napisał sztukę Offiziers (Oficerowie), wystawioną przez Maksa Reinhardta. W 1912 zrezygnował ze służby, by poświęcić się pisaniu. W 1913 napisał sztukę o księciu Ludwiku Ferdynandzie Hohenzollernie Louis Ferdinand Prinz von Preußen, która została zakazana przez cesarza. Brał ochotniczy udział w I wojnie światowej jako dowódca kompanii i batalionu; wówczas otrzymał polecenie pisania propagandowej literatury dla wyższego dowództwa, jednak jego pisma nie zostały opublikowane, ponieważ uznano je za zbyt realistyczne. W 1916 został ciężko ranny na froncie. Swoje doświadczenia wojenne opisał w wierszu Vor der Entscheidung (1915) i opowiadaniu Der Opfergang (1916, opublikowane w 1919). W wyniku przeżyć wojennych zmienił nastawienie i stał się zdecydowanym pacyfistą, czym ściągnął na siebie silną niechęć niemieckich konserwatystów i nacjonalistów. W 1917 napisał dramat o antymilitarystycznej wymowie Ein Geschlecht. W 1919 zaprzyjaźnił się z Almą Mahler-Werfel i Franzem Werfelem, 1924-1932 mieszkał we Frankfurcie nad Menem, w 1931 wstąpił do Frontu Żelaznego. W swoich licznych wystąpieniach propagował idee pokoju i zjednoczenia narodów (zbiór jego przemówień ukazał się w 1957 pt. Mächtig seid ihr nicht in Waffen). W 1932 ostrzegał przed nadchodzącą wojną, wywołując nienawiść polityków prawicowych; wkrótce potem, po tumulcie wywołanym przez jego komedię Zero i włamaniu do jego mieszkania, opuścił Frankfurt nad Menem, a następnie udał się na emigrację do Włoch, potem do Francji, a w 1939 do Stanów Zjednoczonych. Mieszkał w Nowym Jorku, dopiero w 1948 odwiedził Niemcy. W 1948 napisał powieść Der nie verlor będącą rozprawą z nazizmem, w 1954 antymilitarystyczny dramat Duell an der Havel, a w 1957 autobiografię Der Sohn des Generals. W 1952 zamieszkał w Niemczech Zachodnich, jednak w 1955, rozczarowany remilitaryzacją tego kraju, wrócił do USA, skąd ponownie wyjechał do Niemiec w 1962 po tym, gdy w huraganie został zniszczony jego dom i cały majątek. W 1968 napisał sztukę Odysseus auf Ogygia, jednak już nie osiągnął sukcesu literackiego.